# Encentrum
Encentrum är ett släkte av hjuldjur som beskrevs av Ehrenberg 1838. Encentrum ingår i familjen Dicranophoridae.

## Dottertaxa tillEncentrum, i alfabetisk ordning[1][2]
- Encentrum acrodon
- Encentrum algente
- Encentrum alpinum
- Encentrum aquila
- Encentrum arenarium
- Encentrum arvicola
- Encentrum asellicola
- Encentrum astridae
- Encentrum axi
- Encentrum barti
- Encentrum belluinum
- Encentrum bidentatum
- Encentrum boreale
- Encentrum brevifulcrum
- Encentrum caratum
- Encentrum carlini
- Encentrum cruentum
- Encentrum desmeti
- Encentrum dieteri
- Encentrum diglandula
- Encentrum elongatum
- Encentrum enteromorphae
- Encentrum eristes
- Encentrum eulitorale
- Encentrum eurycephalum
- Encentrum felis
- Encentrum flexile
- Encentrum fluviatile
- Encentrum forcipatum
- Encentrum frenoti
- Encentrum gibbosum
- Encentrum glaucum
- Encentrum goldschmidi
- Encentrum graingeri
- Encentrum gulo
- Encentrum hofsteni
- Encentrum incisum
- Encentrum insolitum
- Encentrum kostei
- Encentrum kozminskii
- Encentrum kulmatyckii
- Encentrum kutikovae
- Encentrum lacidum
- Encentrum limicola
- Encentrum listense
- Encentrum listensoides
- Encentrum longidens
- Encentrum longipes
- Encentrum longirostrum
- Encentrum lupus
- Encentrum lutra
- Encentrum mariae
- Encentrum marinum
- Encentrum martes
- Encentrum martoides
- Encentrum matthesi
- Encentrum minax
- Encentrum moldavicum
- Encentrum mucronatum
- Encentrum murrayi
- Encentrum mustela
- Encentrum myersi
- Encentrum nesites
- Encentrum nikor
- Encentrum obesum
- Encentrum oculatum
- Encentrum orthodactylum
- Encentrum otois
- Encentrum oxyodon
- Encentrum pachypus
- Encentrum parime
- Encentrum parvum
- Encentrum permolle
- Encentrum permutandum
- Encentrum pornsilpi
- Encentrum porsildi
- Encentrum psammophilum
- Encentrum putorius
- Encentrum rapax
- Encentrum remanei
- Encentrum rousseleti
- Encentrum sacculiforme
- Encentrum salinum
- Encentrum salsum
- Encentrum saundersiae
- Encentrum semiplicatum
- Encentrum simillimum
- Encentrum sorex
- Encentrum spatiatum
- Encentrum spatitium
- Encentrum spinosum
- Encentrum stechlinense
- Encentrum striatum
- Encentrum subterraneum
- Encentrum sutor
- Encentrum sutoroides
- Encentrum tectipes
- Encentrum tenuidigitatum
- Encentrum tobyhannaense
- Encentrum torvitoides
- Encentrum torvitum
- Encentrum tyrphos
- Encentrum umbonatum
- Encentrum uncinatum
- Encentrum ussuriensis
- Encentrum valkanovi
- Encentrum walterkostei
- Encentrum villosum
- Encentrum wiszniewskii
- Encentrum voigti
- Encentrum zetetum